# Gaylussacia decipiens
Gaylussacia decipiens là một loài thực vật có hoa trong họ Thạch nam. Loài này được Cham. mô tả khoa học đầu tiên năm 1833.